# Prince of Wales Strait
Die Prince of Wales Strait (deutsch „Prince-of-Wales-Straße“) ist eine Meerenge im Arktischen Ozean innerhalb der kanadischen Nordwest-Territorien. Sie trennt, im kanadisch-arktischen Archipel, Banks Island im Westen von Victoria Island im Osten und verbindet den Viscount-Melville-Sund im Norden mit dem Amundsen-Golf im Süden. An der schmalsten Stelle hat die Prince of Wales Strait eine Breite von nur zwölf Kilometern.
Die Prince of Wales Strait war das letzte noch nicht entdeckte Teilstück der Nordwestpassage und wurde im Oktober 1850 von Robert McClure erstmals befahren. Sie ist heute für die Schifffahrt eine alternative Route für den Fall, dass die McClure Strait nördlich von Banks Island vereist sein sollte.